# Carpenter Brut
Франк Уезо, більше відомий під сценічним псевдонімом Carpenter Brut — французький композитор. Відомий як автор ряду саундтреків для відеогри Hotline Miami 2: Wrong Number.

## Біографія
Про життя Уезо відомо дуже мало. Ця анонімність є свідомим художнім вибором, щоб люди надали більше значення музиці Уезо, а не його біографії.
Уезо створив 3 мініальбоми, які в 2015 році об'єднав у альбом Trilogy. В 2016 році разом із шведською рок-гуртом Ghost здійснив тур по США та Європі.

## Дискографія

### Студійні альбоми
- Trilogy (2015; об'єднання міні-альбомів EP I, II and III)
- Leather Teeth (2018)
- Leather Terror (2022)

### Живі альбоми
- Carpenter Brut Live (2017)

### Мініальбоми
- EP I (2012)
- EP II (2013)
- EP III (2015)

### Інші
- Time to Wake Up, Enraged, What We Fight for and You're Mine — сайндтреки для відеогри Furi (2016)
- Night Stalker саундтрек для документального фільму The Rise of the Synths (2017)
- Maniac — сінгл, студійна версія пісні з Carpenter Brut Live (2020)